# Ouled Rechache
Ouled Rechache là một đô thị thuộc tỉnh Khenchela, Algérie. Dân số thời điểm năm 2002 là 22.509 người.